# Agnieszka Saidowska
Agnieszka Saidowska (ur. 21 kwietnia 1981) – polska koszykarka, występująca na pozycji niskiej skrzydłowej, dwukrotna mistrzyni Polski, po zakończeniu kariery zawodniczej trenerka koszykarska grup młodzieżowych, nauczycielka oraz zawodniczka lig amatorskich.
Jej młodsza siostra Małgorzata była także koszykarką.

## Osiągnięcia
Drużynowe
- Mistrzyni Polski (2001, 2002)
- Awans do PLKK:
  - ze Startem Gdańsk (1998)
  - AZS-em Toruń (2006)